# Cornel Crișan
Cornel Crișan (n. 18 martie 1895, Beiuș – d. 23 ianuarie 1958, Bihor) a fost medic, profesor universitar, cercetător, biolog, autor de manuale și a participat la Marea Adunare Națională de la Alba Iulia.Cornel Crișan a fost un medic român specializat în medicină internă. A avut o carieră prolifică în cercetare și practică medicală, publicând numeroase lucrări științifice. A fost profesor la diverse instituții medicale și a contribuit la dezvoltarea educației medicale în România.

## Biografie
Cornel Crișan s-a născut pe 18 martie 1895, în Beiuș, rămânând orfan de tată de la o vârstă fragedă, ceea ce l-a afectat toată viața. Dat fiind faptul că familia nu mai avea mijloace financiare, tânărul Cornel este obligat de împrejurări să se întrețină dând meditații.
Încă din tinerețe, ordinea, perseverența și curiozitatea sa l-au ajutat să se dezvolte și să exceleze în domeniul medicinei, biologiei și chiar a didacticii, fiind recunoscut ca un excelent pedagog. Despre calitățile lui Cornel Crișan profesorul V. Bologa  spunea că la orice discuție, acesta reușea să uimească „prin pătrunderea sa critică în esențial”.

## Studii și formare
Urmează liceul din Beiuș pe care îl termină în anul 1913, urmând să ia calea Budapestei, devenind, cu ajutorul unei burse, student în cadrul Facultății de Medicină. Din cauza războiului este obligat să întrerupă studiile, fiind mobilizat pe frontul italian. În anul 1920 va relua studiile la Facultatea de Medicină, în Cluj, de această dată, finalizându-le în 1923.
În 1920, în timp ce era student, a fost numit preparator la Laboratorul de histologie și embriologie, din cadrul Facultății de Științe, formându-se ca histolog sub îndrumarea lui Ioan Drăgoiu, fiind totodată student și al altor profesori importanți în domeniu, precum: Petre Gălășescu sau Ioan Scriban – cei care au pus bazele histologiei în România
Reușește să obțină o bursă din partea Fundației Rockeffeller, iar între anii 1924-1925 își va desfășura activitatea în cadrul Institutului de anatomie și histologie din cadrul Facultății de Medicină din Heidelberg, aflându-se sub „aripa protectoare” a profesorului Erich Kallius și Herman Hoepke.

## Viața și activitatea

### Participarea la Marea Adunare Națională
În toamna anului 1918, după ce este lăsat la vatră, se întoarce în Bihor, activând în cadrul Gărzilor Naționale din zonă și răspândind instrucțiunile Consiliului Național Român Central în Transilvania. Participă la Marea Adunare Națională de la Alba Iulia ca delegat al Beiușului, acest moment marcându-l profund, fiind impresionat de numărul oamenilor și de entuziasmul lor. 

### Activitatea didactică
Cornel Crișan a deținut catedra de histologie, fiind recunoscut ca un profesor extrem de exigent cu studenții săi, examenul la disciplina predată, având o componentă practică evaluată de el însuși, la care studenților nu le era permis să facă vreo greșeală sau confuzie. Mai mult decât atât, profesorul condiționa chiar și vestimentația studenților din timpul examenelor – aceștia trebuiau să aibă cămașă albă, cravată, precum și costum de culoare închisă. A încurajat formarea în spirit științific a studenților, îndrumându-i spre  cercetare și contribuind, totodată, la formarea de alți specialiști în domeniul histologiei. 
În 1925 a obținut titlul de Doctor în Medicină și Chirurgie. În anul 1948 a devenit Doctor în Științe Medicale.  După absolvire a îmbrățișat cariera universitară. A fost profesor universitar din anul 1942 la Catedra de histologie și embriologie a Facultății de Medicină din Cluj. 

### Activitatea științifică
Cornel Crișan s-a remarcat și în ceea ce privește cercetarea: a scris de-a lungul vieții sale 50 de monografii, articole și lucrări, publicate atât în țară, cât și în străinătate, atât singur, cât și în colaborare cu alți cercetători. A publicat articole și lucrări diverse pentru domeniul său, precum cercetări în domeniul anafilaxiei, al embriologiei și lucrări despre poliploidia provocată.
A susținut cu înverșunare apariția noutăților în cadrul medicinei, iar în 1957, își încununează munca întreprinsă de-a lungul vieții prin publicarea Manualului de histologie, acesta aducând completări variantelor anterioare, publicate în 1942 și 1946.
Ca recunoaștere a meritelor sale, i-a fost acordat în anul 1955 „Ordinul Muncii” clasa a 3-a..

### Moartea
În primăvara anului 1957, profesorul Crișan, se va îmbolnăvi de infarct miocardic. A murit nu cu mult timp după descoperirea diagnosticului, la 23 ianuarie 1958, în Bihor, fiind înmormântat alături de rudele sale, în cimitirul de la Cărpinet-Beiuș.

## Distincții
- Ordinul Muncii clasa a III-a (1 iunie 1955) „pentru activitate îndelungată și rodnică pe tărîm științific, didactic și practic”[11]